# 그레이프프루트 (음반)
《그레이프프루트》(グレープフルーツ)는 사카모토 마아야의 첫 번째 오리지널 앨범이다.

## 수록곡
1. Feel Myself
2. I and I
3. 그레이프프루트(グレープフルーツ)
4. 오른쪽 볼의 여드름(右ほっぺのニキビ)
5. 주머니를 비우고(ポケットを空にして)
TV 애니메이션 '천공의 에스카플로네' 이미지 송
6. 오렌지 색과 손가락 걸기(オレンジ色とゆびきり)
7. 푸른 눈동자(青い瞳) (REMIX)
TV 애니메이션 '천공의 에스카플로네' 이미지 송
8. 약속은 필요 없어(約束はいらない)
TV 애니메이션 '천공의 에스카플로네' 여는 노래
9. MY BEST FRIEND
TV 애니메이션 '천공의 에스카플로네' 삽입곡 〈친구(ともだち 도모다치[*])〉의 영어 버전
10. 바람 부는 날(風が吹く日)（Ma-aya Version）
TV 애니메이션 '천공의 에스카플로네' 이미지 송
11. 그대로도 좋아(そのままでいいんだ)

## 스탭
- 작사: 이와사토 유호(1,2,3,5,7,8,10)·사카모토 마아야(1,4,6)·에츠코(etsuko)(9)·가브리엘라 로빈(11)
- 일본어 원 작사: 이와사토 유호(9)
- 작곡·편곡·프로듀스: 칸노 요코(전곡)